# Ophionereis hexactis
Ophionereis hexactis is een slangster uit de familie Ophionereididae.
De wetenschappelijke naam van de soort werd in 1938 gepubliceerd door Hubert Lyman Clark.